# 内川莲生
内川莲生（日语：／ Uchikawa Reo，2004年6月22日—）是日本的儿童演员，出身于东京都；原隶属于Amuse。

## 演出作品

### 电影
- 葡萄的眼泪（日语：ぶどうのなみだ）（2014年10月11日；阿斯米克·艾斯（日语：アスミック・エース））——饰：绿（少年时代）[2]

- 蓝心狂想曲：少年的诗（日语：ブルーハーツが聴こえる）（2017年4月8日；日活 / T·JOY（日语：ティ・ジョイ））——饰：石川健[3]

- 幕间子（日语：まく子）（2019年3月15日；日活）——饰：类[4]

- 勇者斗恶龙 你的故事（2019年8月2日；东宝）——配音：阿鲁斯[5]

### 电视剧
- 周日剧场 父亲的背影（英语：おやじの背中） 第8集（2014年8月31日；TBS电视网）——饰：文哉[1]

- 无间双龙：这份爱，才是正义（英语：ウロボロス -警察ヲ裁クハ我ニアリ-）（2015年2月20日；TBS电视网）——未列出角色名[1]

- 下北泽之人生最糟的一天 第3集（2017年8月5日；东京电视网）——饰：杉田惠太

- 空中急诊英雄 第三季第8集（2017年9月4日；富士电视网）——饰：川田慎一

- 只有我不存在的城市（2017年12月15日；网飞）——饰：藤沼悟（少年时代）